# Ворошилова, Марина Константиновна
Мари́на Константи́новна Вороши́лова (1922—1986) — советский вирусолог, член-корреспондент Академии медицинских наук СССР (1969). Наиболее известна своими работами по внедрению вакцин против полиомиелита и созданием концепции полезных вирусов человека, на основании которой ею был предложен метод неспецифической защиты и лечения вирусных и невирусных заболеваний.

## Биография
Ворошилова родилась 16 марта 1922 года в Симферополе в семье присяжного поверенного Константина Константиновича Ворошилова, политического деятеля Белого движения Крыма, в 1917—1918 годах председателя Совета народных представителей. После прихода большевиков в Крым семья была вынуждена скрываться и переезжает в Казань, где Ворошилов был хорошо известен как сын основателя кафедры физиологии, ректора Казанского университета Константина Васильевича Ворошилова. После смерти отца в 1929 году Марина с матерью переезжают в Москву. В 1941 году она поступила, а в 1944 году окончила Первый московский медицинский институт (преобразованный в дальнейшем в Московскую медицинскую академию им. И. М. Сеченова). Её научная деятельность в области вирусологии началась под руководством Михаила Петровича Чумакова (1909—1993), который впоследствии стал её мужем. Первые работы были связаны с выделением новых штаммов вируса полиомиелита и других энтеровирусов.
В 1955 году она начинает работу во вновь созданном Институте по изучению полиомиелита над разработкой профилактических вакцин против этой болезни. В 1958—1959 годах совместно с М. П. Чумаковым она организует первое в мире производство и клинические испытания живой полиомиелитной вакцины (ЖПВ), изготовленной из аттенуированных штаммов Сэйбина.
В 1960—1970 годах М. К. Ворошилова занимается изучением энтеровирусов человека, подавляющее большинство которых непатогенны и вызывают бессимптомную инфекцию. В результате своих работ она пришла к выводу о том, что эти вирусы находятся в эволюционно сложившемся симбиозе с организмом человека и обладают полезными для здоровья свойствами. На основе выдвинутой ею концепции о полезных вирусах М. К. Ворошилова разработала серию живых энтеровирусных вакцин, которые были использованы для неспецифической профилактики гриппа и других вирусных инфекций и лечения некоторых невирусных болезней. Ею установлена возможность вирусного онколиза опухолевых клеток под действием непатогенных энтеровирусов и проведены исследования возможности терапии онкологических заболеваний при помощи живых энтеровирусных вакцин, основанной на стимуляции врождённого иммунитета. После её смерти Государственный комитет СМ СССР по делам изобретений и открытий выдал диплом, удостоверяющей это открытие.
Похоронена на Троекуровском кладбище.